# Drets històrics

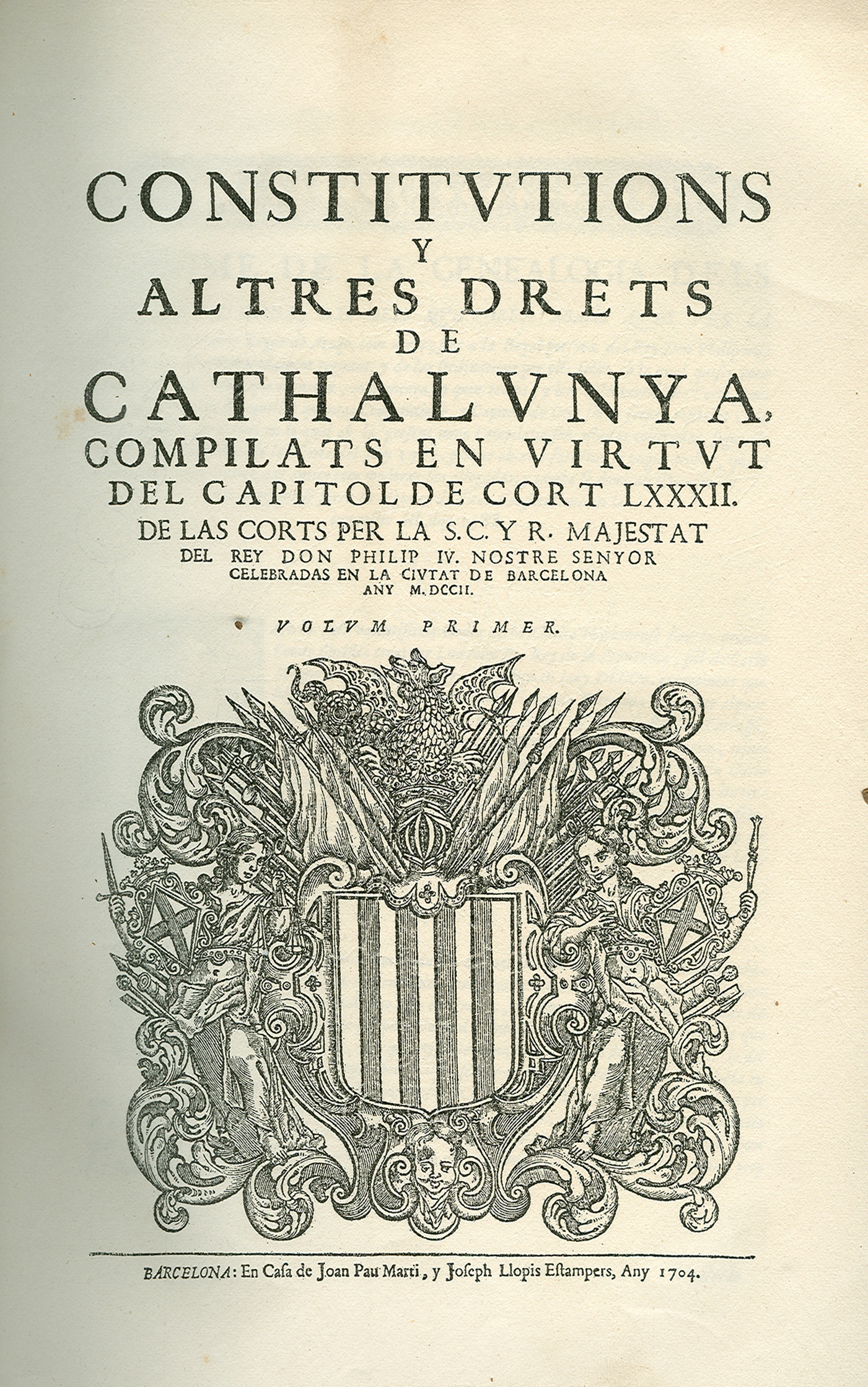
Els drets històrics es fonamenten en les Constitucions catalanes (Compilació de les constitucions del 1702).

Els drets històrics són uns drets recollits a la disposició addicional primera de la Constitució espanyola de 1978 als territoris forals que aquesta empara i respecta, els quals són Euskadi i Navarra. Foren proposats pel PNB a la ponència per a la redacció de la Constitució i finalment acceptats per aquesta sense obtenir que el PNB donés suport finalment a la Constitució.
En el cas de Catalunya els drets històrics es fonamenten en un ordenament jurídic específic aplegat, entre altres recopilacions de normes, en les Constitucions i altres drets de Catalunya, abolits amb els Decrets de Nova Planta (1716), reivindicats al llarg dels segles i utilitzats com a fonamentació de l'Estatut d'Autonomia.

## Text de la disposició addicional primera de la Constitució espanyola de 1978
"La Constitució empara i respecta els drets històrics dels territoris forals.
L'actualització general del dit règim foral es durà a terme, en el seu cas, dins el marc de la Constitució i dels estatuts d'autonomia."

## Ús d'aquest precepte en els diferents estatuts d'autonomia

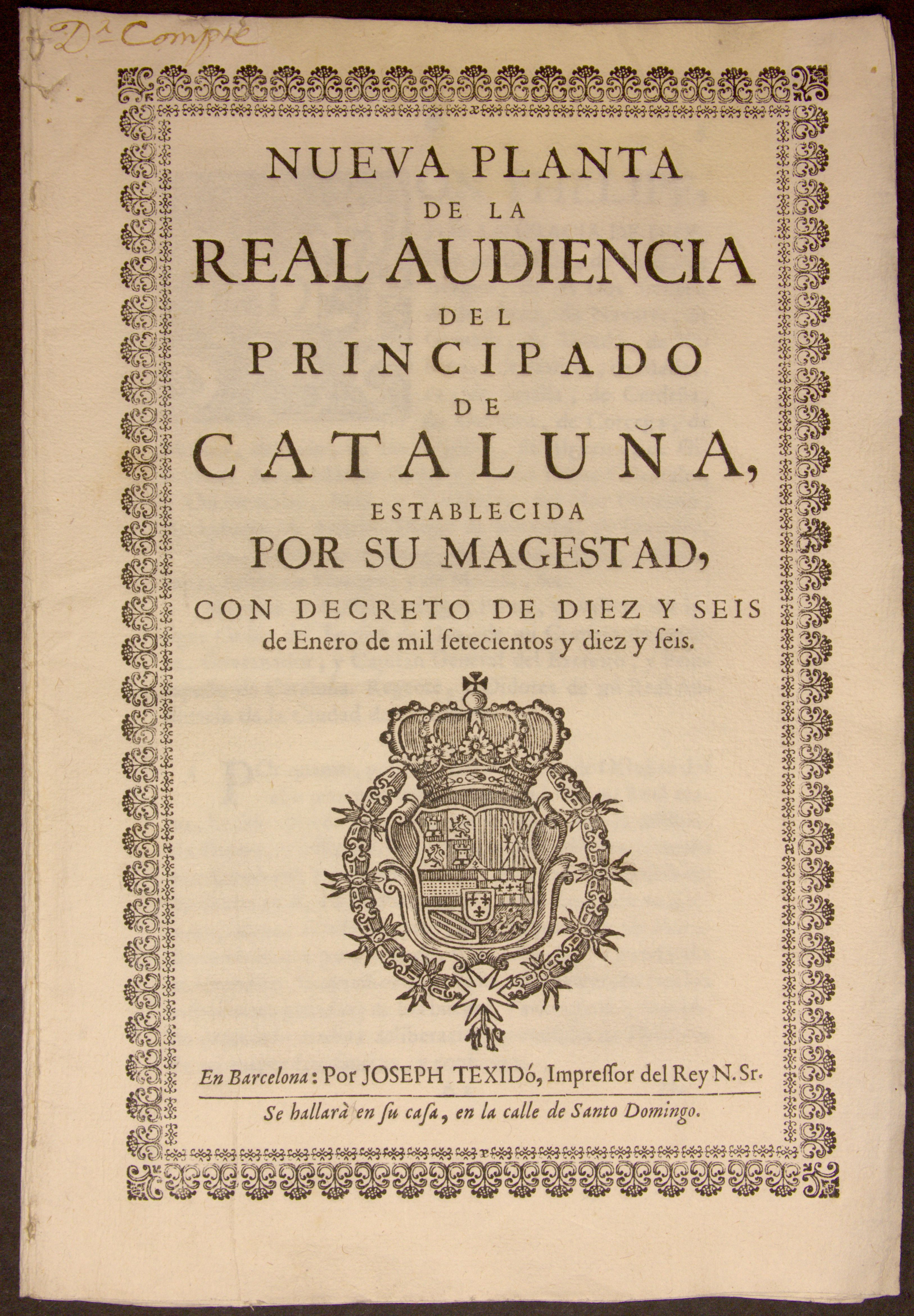
El Decret de Nova Planta, prohibí l'ús de la llengua catalana a l'Administració de justícia de Catalunya

Aquest precepte fou inicialment pensat per al País Basc i la Comunitat Foral de Navarra, però al llarg del temps s'ha anat estenent a altres comunitats autònomes que en el passat havien estat territoris forals, com ara l'Aragó, on diu, com en l'Estatut basc, que "l'acceptació del règim autonòmic no suposa renuncia per part del poble aragonès als drets que com a tal li podrien haver correspongut en virtut de la seva història, que podran ésser actualitzats d'acord amb la disposició addicional primera de la Constitució".
Els projectes de Nou Estatut d'Autonomia de Catalunya i de reforma de l'Estatut d'Autonomia del País Valencià recolliren aquest precepte en determinats punts del seu projecte, com ara l'article cinquè del projecte de nou Estatut català, que diu que "l'autogovern de Catalunya es fonamenta en els drets històrics del poble català"; i de la disposició addicional primera d'aquest mateix projecte, en el que es recullen matèries que l'article cinquè "empara especialment", com ara el finançament i el dret civil català. En el text definitiu d'aquest nou Estatut, l'esmentada disposició addicional no hi apareix.
La reforma de l'Estatut del País Valencià pactada per PP i PSPV recull la derogació del decret de nova planta de 1707 i la recuperació del dret foral valencià, entre altres afers. Aquest precepte ha estat vist per alguns juristes, com l'expresident del Tribunal Constitucional, Manuel Jiménez de Parga, com a anticonstitucional.

## Els drets històrics al nou Estatut d'Autonomia de Catalunya

### Proposta del Parlament
La proposta de reforma de l'Estatut d'Autonomia de Catalunya que s'envià, a les Corts Generals incloïa dues referències als drets històrics en el seu article cinquè i en la disposició addicional primera com segueix:
"Article 5. Els drets històrics
L'autogovern de Catalunya com a nació es fonamenta també en els drets històrics del poble català, en les seves institucions seculars i en la tradició jurídica catalana, que aquest Estatut incorpora i actualitza a l'empara de l'article 2, la disposició transitòria segona i altres disposicions de la Constitució, preceptes dels quals deriva el reconeixement d'una posició singular de la Generalitat amb relació al dret civil, la llengua, l'educació, la cultura i el sistema institucional en què s'organitza la Generalitat."
"Disposició addicional primera. Reconeixement i actualització dels drets històrics
L'acceptació del règim d'autonomia que s'estableix en aquest Estatut no implica la renúncia del poble català als drets que, com a tal, li corresponguin en virtut de la seva història, que poden ésser actualitzats d'acord amb el que estableix la disposició addicional primera de la Constitució."

### Text aprovat (en vigor)
En el text final de l'Estatut hi quedà una referència als drets històrics, corresponent a l'Article 5 de la proposta amb algunes modificacions en el contingut:
"Article 5. Els drets històrics
L'autogovern de Catalunya es fonamenta també en els drets històrics del poble català, en les seves institucions seculars i en la tradició jurídica catalana, que aquest Estatut incorpora i actualitza a l'empara de l'article 2, la disposició transitòria segona i altres preceptes de la Constitució, dels quals deriva el reconeixement d'una posició singular de la Generalitat amb relació al dret civil, la llengua, la cultura, la projecció d'aquestes en l'àmbit educatiu, i el sistema institucional en què s'organitza la Generalitat."
La disposició addicional referent als drets històrics que hi havia a la proposta, no apareix al text definitiu.

## Constitucions catalanes versus constitucions espanyoles
Veiem doncs que mentre les primeres constitucions catalanes de les que en tenim constància, daten del segle xiii, i en elles el mot Catalunya surt nombroses vegades, no és fins al segle xix que ens trobem amb constitucions que podríem començar a denominar espanyoles, tot i que no és fins al final del segle xix que aquestes parlen per primer cop d'Espanya en singular. Cal considerar, no obstant això, la diferencia entre el contingut formal i contingut material recollit en la doctrina constitucional, ja que, malgrat totes elles conserven el nom de Constitució, no es pot parlar de Constitucions en sentit material si no disposen de un determinat reconeixement de drets que la doctrina ha considerat.

## Decrets de Nova Planta
Els Decrets de Nova Planta suposaran així la pèrdua de la capacitat legislativa i del control econòmic, fiscal, judicial, duaner i monetari propi i dependència dels aparells polítics castellans, tot imposant l'autoritat real, per damunt de la legal.